# Mozzo (Italia)
Mozzo [ˈmoʦːo] (Móss [ˈmos] in dialetto bergamasco) è un comune italiano di 7 242 abitanti della provincia di Bergamo in Lombardia.

## Geografia fisica
(Mosè del Brolo, poeta del XII secolo)
Il comune di Mozzo è situato ai piedi dei colli di Bergamo ed ha una superficie di 3,57 km², in parte collinoso, in parte pianeggiante. L'altezza di riferimento, al centro del paese, è di 252 m s.l.m.
Una porzione del territorio comunale è inclusa nel Parco dei Colli di Bergamo, parco regionale lombardo.

### I colli
Tre sono le cime dei colli nel territorio di Mozzo e precisamente:
- Monte Gussa, (o vetta alla croce, m 389)

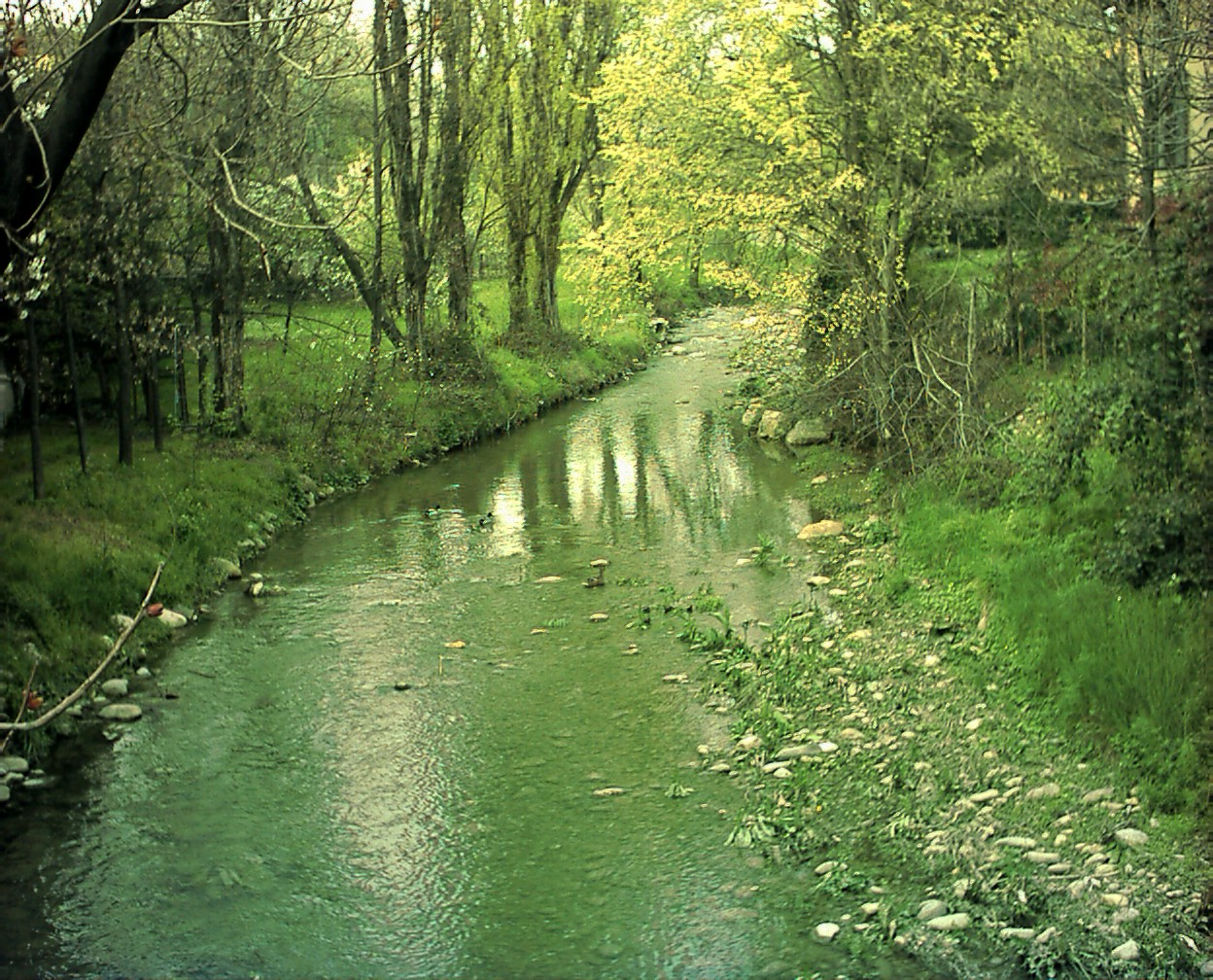
Il torrente Quisa tra Mozzo e Ponte San Pietro

- Colle dei Gobbi (m 309)
- Colle Lochis (m 287)

### Idrografia
Il Torrente Quisa, che nasce dalle falde del Canto Alto nel comune di Sorisole, segna il confine con il comune di Ponte San Pietro. Ha carattere torrentizio, con pochissima acqua nei periodi normali, e sfocia nel fiume Brembo nel territorio di Ponte San Pietro. Nella frazione del Borghetto, è visibile la Roggia Curna, opera voluta da Bartolomeo Colleoni, per irrigare la zona di Astino e a sud di Curno. Le numerose sorgenti esistenti sui colli sono ormai scomparse.

### I confini
Il comune confina con il capoluogo Bergamo e con i comuni di Curno, Ponte San Pietro, Valbrembo

## Storia
Il territorio circostante la città di Bergamo risulta abitato almeno dall'età del Bronzo (II millennio a.C.).
I primi documenti scritti in cui si parla di Mozzo risalgono invece agli anni 958 e 989: sai parla di alcuni lasciti di terreni effettuati da Guglielmo e Auberto figli di Aponi da Muzo, capostipite della famiglia da cui il paese ha preso il nome.
Nei secoli successivi la storia di Mozzo segue quella della vicina Bergamo.
Dal 1927 al 1947 i comuni di Curno e Mozzo furono uniti in quello di Curdomo (dalle iniziali di Curno, Dorotina, Mozzo).
Mozzo, che nel dopoguerra era esclusivamente agricolo, ha visto negli anni l'insediamento di attività industriali (chimica fra le prime) e di una timida edilizia privata. Ma è a partire dagli anni ottanta che il paese trova la sua identità residenziale, divorando tutto lo spazio edificabile. Attualmente solo la fascia collinare che taglia il paese in direzione nord-sud rimane al riparo dalla lottizzazione, grazie ai vincoli posti dal Parco dei Colli, che impediscono l'edificazione di nuovi immobili. 
Il nome del paese da Fondum Muſii o Fondum Mucii e successivamente Muz, Muzo, Moss, Moz divenne infine Mozzo.

### Simboli
Lo stemma e il gonfalone sono stati concessi con decreto del presidente della Repubblica dell'8 gennaio 1979.
Lo stemma comunale del comune di Mozzo è inquartato: i quattro campi sono di colore argento, azzurro, rosso e nero a rappresentare la speranza, la giustizia, la carità e la prudenza. Nel primo campo l'aquila è simbolo dei Capitani di Mozzo; nel secondo il castello, costruito nel Medioevo a scopo difensivo, domina sui tre colli i quali occupano la campagna, cioè la parte inferiore dello scudo, a rappresentare le tre alture presenti nel territorio, il colle Bagnada o monte Gussa, dei Gobbi e il colle Lochis; nel terzo il pastorale è segno del dominio dei vescovi di Bergamo; nel quarto le daghe dei Romani ricordano le origini del paese e gli accampamenti dei primi abitanti.
Lo stemma comunale fu registrato alla Corte dei Conti il 1º febbraio 1979 e inserito nel registro araldico il 19 febbraio dello stesso anno.
Il gonfalone è un drappo partito di azzurro e di rosso.

## Monumenti e luoghi d'interesse

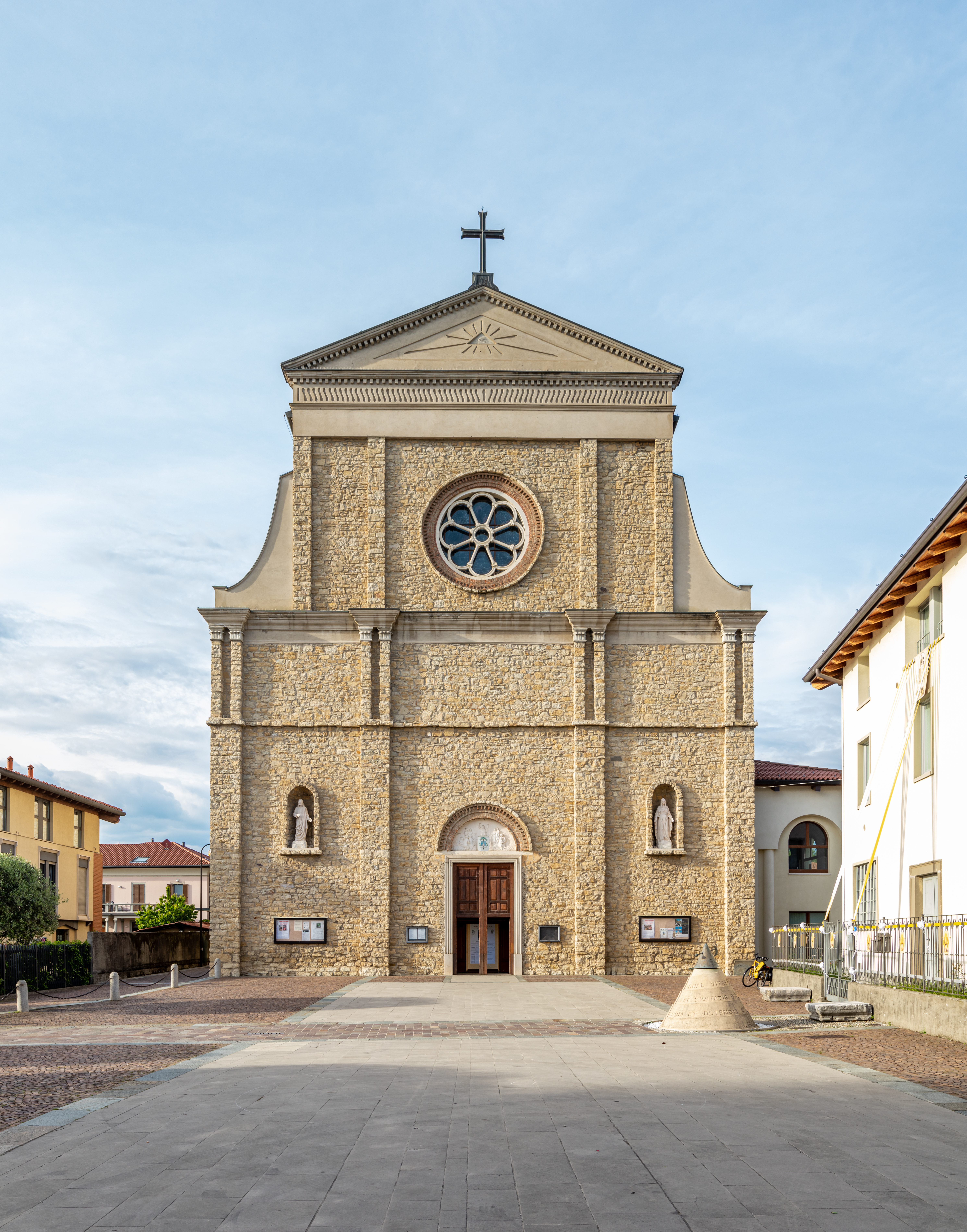
La chiesa parrocchiale di San Giovanni Battista

### Le chiese
La parrocchia di Mozzo è riconosciuta come tale dal 1476. Originariamente la chiesa del paese era intitolata a san Salvatore, mentre la nuova chiesa parrocchia è dedicata a San Giovanni Battista.
Della vecchia chiesa, demolita per far spazio a una che potesse contenere un maggior numero di fedeli, rimane solo il campanile.
Nella frazione Dorotina c'è un'altra chiesa, che fino a poco tempo fa faceva parte della parrocchia di Ponte San Pietro.

### Le ville
Sono numerose le residenze di famiglie nobili in campagna presenti nel bergamasco, datate soprattutto tra il '700 e l'800.
Alcune di esse si trovano a Mozzo e rappresentano il desiderio delle famiglie di uscire dai territori comunali per trascorrere le proprie vacanze in un ambiente diverso. Ecco un elenco delle ville di Mozzo:
- Villa Albani, di proprietà della famiglia nobile degli Albani, originari di Urgnano
- Villa Bagnada, situata sotto la vetta del colle omonimo, è un esempio di architettura neoclassica di fine ottocento.
- Villa Berizzi, ubicata nel centro del paese
- Villa Lochis alle Crocette, situata nella frazione omonima, dove visse per molti anni il violoncellista Alfredo Piatti.
- Pinacoteca Lochis, esempio del neoclassicismo, risale al 1840.
- Villa Lochis al Monte, ben ristrutturata. Sotto la chiesetta dedicata a S. Guglielmo vi è la cripta con la Tomba di Alfredo Piatti.
- Castello, probabilmente un castello dei Capitani di Mozzo di origine medievale.
- Villa Dorotina, edificio signorile nel quale trascorse le sue vacanze Gaetano Donizetti.
- Villa Masnada, risalente alla prima metà dell'Ottocento e di proprietà di Antonio Percassi.

Inoltre:
- Casa degli Angeli, riadattata come centro di riabilitazione dagli Ospedali Riuniti di Bergamo.

## Società

### Evoluzione demografica
Abitanti censiti

## Cultura

### Istruzione
Nel comune è presente una scuola materna connessa all'oratorio, una scuola elementare intitolata al poeta Mosè del Brolo ed una scuola media dedicata allo scultore Piero Brolis.

## Geografia antropica

### Frazioni
Le frazioni di Mozzo sono : Dorotina, Borghetto e Pascoletto.

#### Borghetto
Il Borghetto risulta separato dal resto del paese dai tre colli del comune stesso appartenenti al "Parco dei Colli".
Da molti anni c'è un progetto di una galleria sotto il colle che collegherebbe piazza Trieste alla frazione ma non se n'è mai fatto nulla. Da questa frazione ha inizio il sentiero degli Angeli.

#### Dorotina
La Dorotina è invece separata dal resto del paese dalla linea ferroviaria che da Bergamo porta a Lecco. Un sottopasso, datato 1985, collega la Dorotina con la frazione Pascoletto, mentre una strada ciclopedonale (nota come Tombotto o Via degli Alpini) la congiunge al centro del paese. Nella frazione si trova anche una chiesa, che fino a poco tempo fa risultava parte integrante della parrocchia di Ponte San Pietro.

#### Pascoletto
Il Pascoletto si trova ad ovest del centro di Mozzo ed è collegato ad esso tramite il sottopassaggio, costruito nel 1981, alla strada provinciale. Al Pascoletto sono sorti negli ultimi anni numerosi centri residenziali che ne hanno incrementato fortemente la popolazione. Nella frazione sorge l'impianto sportivo "Colombera", composto da un campo da calcio con annessa pista d'atletica e campi coperti per tennis e calcetto.

## Infrastrutture e trasporti
Mozzo è situato lungo la SS 342, nota come "Briantea" che collega la città di Bergamo con Como.
Un'altra importante strada taglia Mozzo e separa la frazione Pascoletto dal resto del paese, si tratta della strada provinciale che da Villa d'Almè porta a Dalmine, costruita negli anni sessanta.
Il Comune di Mozzo è servito dall'Azienda di Trasporto pubblico di Bergamo (ATB) grazie alla linea 9 che collega il comune al capoluogo. Più rare sono le corse della linea 8, della 10 e della 19, quest'ultima porta anche a Dalmine e a Villa d'Almè.
Sebbene Mozzo sia attraversato dalla linea ferroviaria che porta a Lecco (realizzata nel 1862) non possiede una stazione ferroviaria; quelle più vicine si trovano a Ponte San Pietro e a Bergamo.
L'aeroporto più vicino è quello di Orio al Serio.

## Amministrazione

### Sindaci di Mozzo eletti direttamente dai cittadini
| Periodo | Periodo | Primo cittadino   | Partito        | Carica  | Note |
| ------- | ------- | ----------------- | -------------- | ------- | ---- |
| 1993    | 2002    | Marco Monachese   | Lega Nord      | Sindaco |      |
| 2002    | 2007    | Silvio Peroni     | Lega Nord      | Sindaco |      |
| 2007    | 2012    | Silvio Peroni     | Centrodestra   | Sindaco |      |
| 2012    | 2022    | Paolo Pelliccioli | Centrosinistra | Sindaco |      |

## Sport
Nel comune sono presenti diversi impianti sportivi. È presente una sezione di Tiro a Segno Nazionale in zona Pascoletto (T.S.N. Ponte S.Pietro Archiviato il 28 novembre 2012 in Internet Archive.) con un poligono con linee da 50, 25, 12 metri e aria compressa a 10 metri.
Per quanto riguarda il calcio l'ASDC Mozzo milita in Prima Categoria, sempre in Prima Categoria milita la più recente GSD Amici Mozzo 2008. GSD Amici Mozzo 2008 ha anche una squadra Special 5 che vede protagonisti atleti con disabilità che concorre ad un campionato provinciale CSI.